# Jana Hrabětová
Jana Hrabětová (* 9. dubna 1943 Praha) je česká historička, etnografka a od roku 2017 čestná občanka Poděbrad.

## Život
Vystudovala národopis na Filozofické fakultě Univerzity Karlovy v Praze (1979–1983), kde získala titul PhDr. V letech 1963–1982 působila jako samostatný odborný pracovník v Polabském muzeu v Poděbradech, od roku 1983 je vedoucí Polabského národopisného muzea v Přerově nad Labem. Je autorkou článků a odborných publikací zaměřených zejména na národopis a osobnosti středního Polabí.